# Brieflezende vrouw in het blauw
Brieflezende vrouw in het blauw is een klein schilderij van de Nederlandse kunstschilder Johannes Vermeer (1632-1675), geschilderd rond 1662-1664. Het wordt ook kortweg Brieflezende vrouw of soms Het blauwe vrouwtje genoemd. Het is eigendom van de gemeente Amsterdam en in 1885 in bruikleen gegeven aan het Rijksmuseum Amsterdam.

## Beschrijving
Een jonge vrouw staat tussen de meubels van een Hollands woonvertrek en leest een brief. Zij staat in het licht van een venster dat zich links buiten beeld bevindt. Deze opstelling en ook de dame zelf roepen herinneringen op aan het Brieflezend meisje bij het venster dat Vermeer enkele jaren eerder schilderde, maar het beeld is hier veel rustiger. Door het ontbreken van de vloer, het plafond en hoeken ontstaat een eigen wereld, waarin de onderlinge posities niet bij voorbaat vastliggen. Dit blikveld is uniek onder Vermeers interieurs. De achterwand lijkt meer op de blauwe lucht in het Gezicht op Delft dan op zijn andere muren.
Het in zichzelf gekeerde karakter van het tafereel wordt benadrukt door het gebruik van de gedekte kleuren blauw en bruin. Het licht en de schaduw spelen een spel met de toeschouwer. De stoel en de rol van de landkaart werpen een slagschaduw op de muur, maar doordat die bij de vrouw ontbreekt, lijkt zij los van de achtergrond naar voren te komen.
De afgebeelde landkaart is die van Balthasar Florisz van Berckenrode en draagt de naam Landkaart van Holland en West-Friesland, in 1621 uitgegeven door Willem Jansz Blaeu. De kaart bevat op de onderrand en zijranden aanvullende schriftelijke informatie, onder meer over de bewoners. Delen van de kaart komen ook terug op Vermeers De soldaat en het lachende meisje en  De liefdesbrief.

### Betekenis
In de genreschilderkunst van de Hollandse Gouden Eeuw werd een brieflezende dame meestal geassocieerd met liefde. De landkaart die achter de vrouw aan de muur hangt, geïdentificeerd als een kaart van Holland en West-Friesland uit 1620 door Balthasar Florisz. van Berckenrode, zou kunnen betekenen dat de briefschrijver op reis is. Dezelfde kaart is te zien op De soldaat en het lachende meisje. Velen hebben gespeculeerd dat de vrouw zwanger is, evenals de Vrouw met weegschaal dat uit dezelfde periode dateert, maar de ruim vallende kleding - een 'beddejak', die door rijke vrouwen gedragen werd - is niet ongewoon voor die tijd. Of het huwelijk een thema is, laat Vermeer daarmee in het midden.
Op de tafel ligt een parelketting naast een sieradendoosje, een halsdoek en een uitgevouwen blad papier, waarschijnlijk de envelop of een tweede blad van de brief. Parels konden worden geassocieerd met vanitas, het verlangen om zich aantrekkelijk te maken, zonder een moreel oordeel te vellen. De doos met parels is een verbeelding van de eerste hoofdzonde Superbia, hoogmoed.

## Geschiedenis
De Brieflezende vrouw werd in 1854 geschonken aan de stad Amsterdam als deel van de nalatenschap van de Amsterdamse kunstverzamelaar Adriaan van der Hoop. Het schilderij werd getoond in het Museum Van der Hoop dat in 1885 verhuisde naar het Rijksmuseum. Het was de eerste Vermeer in de collectie van het museum, dat thans ook beschikt over Het melkmeisje, De liefdesbrief en Het straatje.
De eerste vermelding van de Brieflezende vrouw is mogelijk in de catalogus voor een veiling namens Pieter van der Lip in Amsterdam op 14 juni 1712. Een vermelding bij een veiling voor Moses de Chaves op 30 november 1772 lijdt geen twijfel. Op 11 april 1791 werd het schilderij in een veilingcatalogus geprezen om zijn subtiele schakeringen van kleur, licht en donker: "het bevallig ligt en donker geeft een schoone welstand". Bij een veiling op 14 augustus 1793 was Ph. van der Schley de eigenaar, en op 10 juni 1801 Herman ten Kate. In de jaren daarna moet het doek Amsterdam verlaten hebben, want op 16 januari 1809 werd het genoemd bij een veiling voor Lespinasse de Langeac in Parijs. Op 19 april 1825 werd het daar geveild voor een heer Lapeyrière. De koper Berthaud heeft het mogelijk naar Londen gebracht, waar het omstreeks 1839 door handelaar John Smith werd verkocht aan Van der Hoop.
Volgens de catalogus van de tentoonstelling National Gallery of Art and Royal Cabinet of Paintings Mauritshuis - Washington and The Hague, 1995, geschreven door Vermeerkenner Arthur K. Wheelock jr., zijn er sporen van lichte slijtage te zien op het verfoppervlak en zijn de kleuren waar wit in is vermengd plaatselijk donkerder geworden. Het blauw van de kleding, de stoelen en het tafelkleed is ook verkleurd. De doos sieraden en de doek ernaast hebben bij een restauratie een deel van hun oorspronkelijke scherpte verloren.
Tijdens een verbouwing van het Rijksmuseum werd het schilderij van juni 2011 tot maart 2012 uitgeleend voor een rondreis langs enkele musea in Japan.
Diana en haar nimfen · Christus in het huis van Martha en Maria · De koppelaarster · Slapend meisje · Brieflezend meisje bij het venster · Het straatje · De soldaat en het lachende meisje · Het melkmeisje · Het glas wijn · Dame en twee heren · Onderbreking van de muziek · Gezicht op Delft · De muziekles · Brieflezende vrouw in het blauw · Vrouw met weegschaal · Vrouw met waterkan · De luitspeelster · Vrouw met parelsnoer · Schrijvende vrouw in het geel · Meisje met de rode hoed · Meisje met de parel · Het concert · Allegorie op de schilderkunst · Meisjeskopje · Dame en dienstbode · De astronoom · De geograaf · De kantwerkster · De liefdesbrief · De gitaarspeelster · Schrijvende vrouw met dienstbode · Allegorie op het geloof · Staande virginaalspeelster · Zittende virginaalspeelster
Omstreden toeschrijvingen: Sint Praxedis · Zittende vrouw aan het virginaal · Meisje met de fluit